# Libysche Volleyballnationalmannschaft der Männer
Die libysche Volleyballnationalmannschaft der Männer ist eine Auswahl der besten libyschen Spieler, die die Libyan Volleyball Federation bei internationalen Turnieren und Länderspielen repräsentiert. Im Oktober 2021 wurde die Mannschaft auf dem 15. Platz der kontinentalen Rangliste geführt.

## Geschichte

### Weltmeisterschaft
Bei der einzigen Teilnahme an einer Volleyball-Weltmeisterschaft belegte Libyen 1982 den letzten von 24 Plätzen.

### Olympische Spiele
Libyen nahm 1980 in Moskau am olympischen Turnier teil und belegte unter zehn Mannschaften den letzten Platz.

### Afrikameisterschaft
Die Mannschaft kann bisher fünf Teilnahmen an der Afrikameisterschaft vorweisen:
| - 1967: 4. Platz - 1971: nicht qualifiziert - 1976: nicht qualifiziert - 1979: 2. Platz - 1983: nicht qualifiziert - 1987: nicht qualifiziert - 1989: nicht qualifiziert - 1991: nicht qualifiziert - 1993: nicht qualifiziert - 1995: nicht qualifiziert - 1997: nicht qualifiziert - 1999: nicht qualifiziert | - 2001: nicht qualifiziert - 2003: nicht qualifiziert - 2005: nicht qualifiziert - 2007: nicht qualifiziert - 2009: 6. Platz - 2011: nicht qualifiziert - 2013: 6. Platz - 2015: nicht qualifiziert - 2017: 7. Platz - 2019: nicht qualifiziert - 2021: nicht qualifiziert |

### World Cup
Libyen hat noch nie am World Cup teilgenommen.

### Weltliga
In der Weltliga hat Libyen nicht mitgespielt.